# RX-0 獨角獸GUNDAM
RX-0 獨角獸GUNDAM（日语：ユニコーンガンダム），是日本小說、动画片《機動戰士GUNDAM UC》中出现的一个特殊型兵器。
地球連邦軍的NT（New Type）専用GUNDAM型機動戰士（MS），故事中關鍵的「鑰匙」。通常故事中被稱為「RX-0 獨角獸鋼彈」的是指主角巴納吉·林克斯所駕駛的1號機，另外生產的2號機通称「報喪女妖」，3號機則通稱「不死鳥」。
本機的機械設計由角木肇擔任。

## 機體解說
作為聯邦宇宙軍再編計劃的一環、「UC計畫」最終階段開發的試驗機型，為New Type的專用MS。此機種在宇宙世紀0096年共存在三台，即分別為RX-0 獨角獸GUNDAM、RX-0 獨角獸GUNDAM2號機「報喪女妖」以及RX-0 獨角獸GUNDAM3號機「不死鳥」，其中一號機獨角獸及二號機報喪女妖由安納海姆電子公司開發及製造，三號機不死鳥則為聯邦軍自行研發生產。三機最大差異在裝甲的塗裝和頭部的「角」，而共同特徵皆為裝備了「NT-D系統」，擁有平時非鋼彈外型的「獨角獸模式」和「NT-D系統」發動時變換成精神骨架外露外型的「毀滅模式」。

## NT-D系統
關於NT-D系統，地球聯邦軍官方紀錄是「New-Type Drive」的縮寫，因為在發動NT-D系統之後，機體會改以精神感應系統進行機體的部分操作；然而其真正名稱是「New-Type Destroyer」的縮寫，因為在此狀態下，本機具有劫持敵方精神感應系統搭載機的感應兵器（不論有線或無線式的精神感應兵器），可強行奪取該兵器的操控權並反過來襲擊敵機自身。自一年戰爭以來，精神感應兵器都具有強大戰力，然而能夠啟動該兵器的僅有新類型人或強化人。NT-D的設計概念即是以封殺這類兵器以達到壓制新類型人之目的。
事實上，經歷一年戰爭至夏亞的叛亂後，聯邦軍早已留意到New-Type可怕的力量，再加上New-Type（新人類）是吉翁主義理念的一環，於是委託A.E.社開發及製造本機，以消滅吉翁的New-Type（新人類）神話。不過作為「拉普拉斯之盒」鑰匙的一號機被畢斯特財團的第二代當家卡帝亞斯·畢斯特竄改了OS，灌入「拉普拉斯程式」，使一號機在某特定情況下發動NT-D系統時，需要滿足機體操作系統中隱藏的「拉普拉斯程式」所定下的條件（一般戰鬥中的發動不受影響）。而根據賽亞姆·畢斯特所言，「拉普拉斯程式」乃是藉機械方式辨識真正New-Type的系統，使得一號機成了一個矛盾的存在。
其開發之初就是以搭乘者為強化人為前提進行的精神感應思想操縱系統（インテンション・オートマチック・システム），UC計劃中只有獨角獸鋼彈及新安州兩部MS搭載，機體受到腦波映像影響直接反映的思考系統，凌駕於手動操縱MS的反應以及動作精度。而此系統與完全精神感應骨架組合開發出獨角獸鋼彈搭載特殊管制系統的NT-D系統，駕駛員與精神感應思想操縱系統交感下將獨角獸鋼彈提升至極限，此時機動性將會得到飛躍性的提升，透過精神感應系統的控制，其推進器從點火、推進到煞停的時間非常的短暫，速度甚至能用「瞬間移動」來形容，駕駛員將要承受強大的G力和對大腦的衝擊力，一般人身體無法負擔，考慮到這一點，所以大約只能發動5分鐘左右。另外，NT-D發動時，精神框架會與生物傳感器產生作用，在機體的附近產生像I-力場（I-Field）的光束排斥作用。
由於內部機構有搭載精神感應框架，能和具有相同機構的機體產生共鳴。當認定敵人為新人類或者似乎是New-Type的存在（強化人），便會解除限制並發動NT-D系統，大幅提高推進力和運動性能。NT-D系统探測到精神感應武器後，會強制奪取敵方的感應武器的控制權，來殲滅目標。根據小說中艾隆·特傑夫技師所言，本機劫持感應兵器的原理是將駕駛員的感應波透過機體的精神感應框體進行增幅運算，並且抵銷甚至是蓋過其他精神感應機體對感應兵器的控制，從而控制對方的感應兵器。而在第一次新吉翁戰爭中，愛羅比·普露之所以能奪取MRX-010n 重高達Mk-II的感應炮，也是基於同一種原理。
就其身為消滅New-Type用的New-Type專用機的矛盾點，聯邦軍預定使用強化人擔任駕駛員（從不死鳥的情況，實際說的本來便是新人類做強化）。也有其他說法指出本機完成後實際上體現出的設計思維是能戰勝任何精神感應機以及普通機種的「絕對最強MS」，而本機發動NT-D系統時所實現的精神感應操控，也被認為是過去吉翁公國精神感應系統原本的最終目標。
機體上搭载的精神感應骨架會與其他精神感應框架產生共鳴，會生成精神感應力場。若駕駛員將強烈的意志灌入精神感應骨架之中則會生成淡綠色的精神感應力場，誘發未知的現象。

## 1號機

RX-0 獨角獸GUNDAM

它為地球聯邦軍之宇宙軍再造計畫「UC計畫」中之旗艦機，以白色為機體塗裝色。當UC計畫移交給亞纳海姆的關係財團——畢斯特財團後，其計畫內容便成為秘密。即使是負責機體開發的亞纳海姆，也沒有人知道其計畫的全貌。後輾轉成為巴納吉·林克斯的座機。
它是全身以精神感應框架（サイコフレーム）驅動的實驗機。內部環境採用人機同步全視野監控FF型駕駛艙。安裝了特殊的OS「拉普拉斯程式」和「NT-D」。當「NT-D」發動的話，內部框架會被擴張，機身出現變化，在合起裝甲接縫分離的部分會有發光現象，這種光一般被認為是精神感應框架的發光現象，1號機發動「NT-D」時精神骨架所發出的光芒為紅色。當「NT-D」發動的時候，它的機動性能飛躍性地增加。
在终战时改造成配备了大量武装和大功率推进器的全装甲独角兽GUNDAM。OVA版中曾和「獨角獸GUNDAM2號機報喪女妖命運女神型」短暫交戰，兩台機體互相牽引，在全裝甲型態下開啟了NT-D模式。然後在保衛擬阿卡馬號時被YAMS-132 羅森‧祖魯的腦波遮斷裝置拘束而強制退回成獨角獸模式，因瑪莉妲死亡而受衝擊的巴納吉爆發出無法用數字量度的腦波，令獨角獸鋼彈進入全身泛綠光的NT-D模式。此時的獨角獸鋼彈可輕易奪取感應兵器的控制權、對具有NT能力的駕駛員造成精神衝擊，另外NT-D系統中搭載精神感應思想操縱系統從而讓沒有推進器的盾牌自行移動、防禦及攻擊等不可思議的能力。故事最後和報喪女妖  命運女神型合作，展開三面強力精神力場完全抵禦殖民地行星衝擊加農砲格里普斯的全力轟擊。

## 2號機（報喪女妖）
為在重力狀態下開發之機體，較1號機有更高的空間機動性，本體為黑色（嚴格來說是與鋼彈 Mk.II相同的深藍色）塗裝，「獨角獸模式」的面部及與一號機造型不同的「角」則是塗裝成金色。同樣搭載有NT-D系統，發動時精神感應框架發出金色光芒。
小說版中的「報喪女妖」除了配色以及「角」的設計外，外型及武裝（除沒有光束格林機槍外）跟巴納吉·林克斯駕駛的1號機完全相同。
OVA動畫中的「報喪女妖」與1號機的外觀分別除了小說中既有的部分外，還修改了胸領裝甲為金色及帶齒狀造型。武裝方面，擁有較1號機強力的特殊武裝：報喪女妖的右手是武裝裝甲Beam-Smartgun （BS）（アームド・アーマーBS）是高出力的光束射擊武器，彈道軌跡具有彎曲的特性。左手則是名為武裝裝甲Vibro-Nail （VN）（アームド・アーマーVN）的近戰武器，外形如一個大爪鉗，能利用超振動造成破壞。在東京的特別映像中，UC0095版本中的武裝裝甲Vibro-Nail （VN）原本設置在右手，再加上配備1號機的光束麥林步槍，不死鳥進行合同實驗作出評價，與帶袖的AMX-107R 龍飛改良型交戰時報喪女妖與不死鳥的精神感應骨架產生共鳴而暴走，不死鳥與報喪女妖互相戰鬥時報喪女妖胸部裝甲嚴重損壞才改修為OVA版本的胸部裝甲。
原本交由普露12號（瑪莉妲·庫魯斯）駕駛，在瑪莉妲被葛蘭雪隊奪回後，被改造成獨角獸鋼彈2號機「報喪女妖 命運女神型」（Unicorn Gundam 02 BANSHEE NORN），轉由利迪·馬瑟納斯擔任駕駛員。

## 3號機（不死鳥）
涂装为金色的机体，頭上的「角」製作成鳥冠狀，前額部分亦設計成喙狀，背部以增設機械臀架裝備兩個武裝裝甲Defense-Extension （DE）。在NT-D系統發動時，精神感应框架會發出藍色光芒。
本机當初并未出现在《高达UC》正传中，首次在Gundam Front Tokyo内影像设施DOME-G 2013年8月3日起播放特別影片《机动战士GUNDAM UC One of Seventy Two》中登场过，出现的时间轴位置在本篇之前。在机设发表时有「宇宙世纪0095年，漂浮着无数陨石的暗礁宇域，新吉恩残党军『带袖的』的舰队，正在进行新型MS的性能试验。得知该情报的两艘舰船向着该暗礁宇域航行。其中一艘是地球联邦军的战舰，另一艘是AE社的试验船。在联邦军的战舰内部，新近建造的独角兽高达3号机，正在等待着出击……」的描述。及后相繼在漫画《机动战士GUNDAM U.C.0096 LAST SUN》、小说《机动战士GUNDAM UC 狩猎不死鸟》、劇場动画《機動戰士GUNDAM NT》中登場。
《高达NT》的設定中，與1號機和2號機為同型機，但由地球聯邦軍負責製造，對OS進行了修改，使其必須經由外部輸送指令發動NT-D系統，駕駛艙亦增設了抑制駕駛員腦波的拘束具，防止擅自發動NT-D系統。宇宙世紀0095年與2號機一同進行以新吉恩残党军「带袖黨」的舰队及其包括新型MS AMX-107R 龍飛改良型在內的MS部隊為對手的對抗測試。測試進行至後段時，被指令發動NT-D系統，與在較早前已發動NT-D系統的2號機及敵機AMX-107R 龍飛改良型的精神感應框架產生共鳴並失控，損毀了2號機胸部裝甲（導致其當時的強化人駕駛員死亡）及破壞作為本機母艦的地球联邦军战舰的艦橋後，失控性加速脫離測試宙域，下落不明。從機體最後發出的訊號中確認到當時駕駛本機的強化人駕駛員（莉達本人其實是純正的新類型人，但地球聯邦為了研究新類型人之能力本質，及為了令莉達能當成戰爭兵器來使用，再施以洗腦等強化處理）死亡，死後靈魂及遺體與機體合而為一，能夠以未知的無限能源推動，一直徘徊於地球圈外圍，後來被1、2號機所引發的共鳴所吸引而返回地球圈。在最終決戰中，約拿·巴斯特在自己駕駛的NT鋼彈（C裝備.Ver）大破後短暫駕駛本機，成功擊敗NZ-999 II 新吉翁克II，不死鳥（莉塔）得知約拿意願後，放下約拿離開，不知去向。約拿也被前作主角巴納吉·林克斯所救。